# Syzygium millsii
Syzygium millsii (M.R.Hend.) I.M.Turner è una pianta della famiglia Myrtaceae,  endemica della Malaysia. È minacciata dalla perdita dell'habitat.